# 大鳴大放 (馬)
大鳴大放（日語：ドゥラメンテ），是日本純種競賽馬匹。生涯活躍於中距離賽事並稱霸經典戰線，曾於2015年勝出皋月賞及東京優駿（日本打吡）。

## 出賽前
2012年3月22日出生於北海道安平町北部牧場，成長途中於一口馬主俱樂部Sunday Racing Co. Ltd.進行馬主募集。
其後交由美浦訓練中心練馬師堀宣行訓練。

## 競賽生涯

### 2歲
2014年10月12日出戰東京競馬場2歲新馬戰，比賽初段因漏閘而需要留後，雖然於直路爆發末腳，但仍然以第二落敗。
其後出戰2歲未勝利戰，本次比賽其採取先行戰術，進入直路後隨即加速超越前方賽駒，最終成功拉開6馬位優勢奪冠。
然而賽後日本中央競馬會針對其於閘內站立的行爲以勒令其進行審查，最終於陣營努力之下成功通過。

### 3歲
2015年2月1日出戰條件戰非洲堇賞，於直路初段率先衝出，進入直路後再度爆發出驚人的末腳，最終以5馬位大勝。
其後出戰共同通信盃，雖然賽前獲得壓倒性的第一人氣，但於直路途中位置不佳，最終未能追上前方的不撓真鋼，以1/2馬位差距落敗。
4月19日不經過任何前哨戰直接出戰皋月賞，騎師更換爲來日客串的杜滿萊，賽前僅次於里見皇冠及不撓真鋼獲得第一人氣。比賽開始後，前方由北部玄駒慢放帶出，不撓真鋼於先頭位置推進，而大鳴大放則和里見皇冠一同於後方位置追走。通過第三彎道後，其開始緩慢地發力並逐步爬升至第七，通過第四彎道時騎師杜滿萊指揮其由內欄抽出外檔望空。進入直路後，其隨即加速並爆發出後600米33.9秒的末腳，輕鬆超越前方的不撓真鋼及北部玄駒，以1 1/2馬位優勢取得首個一級賽冠軍。

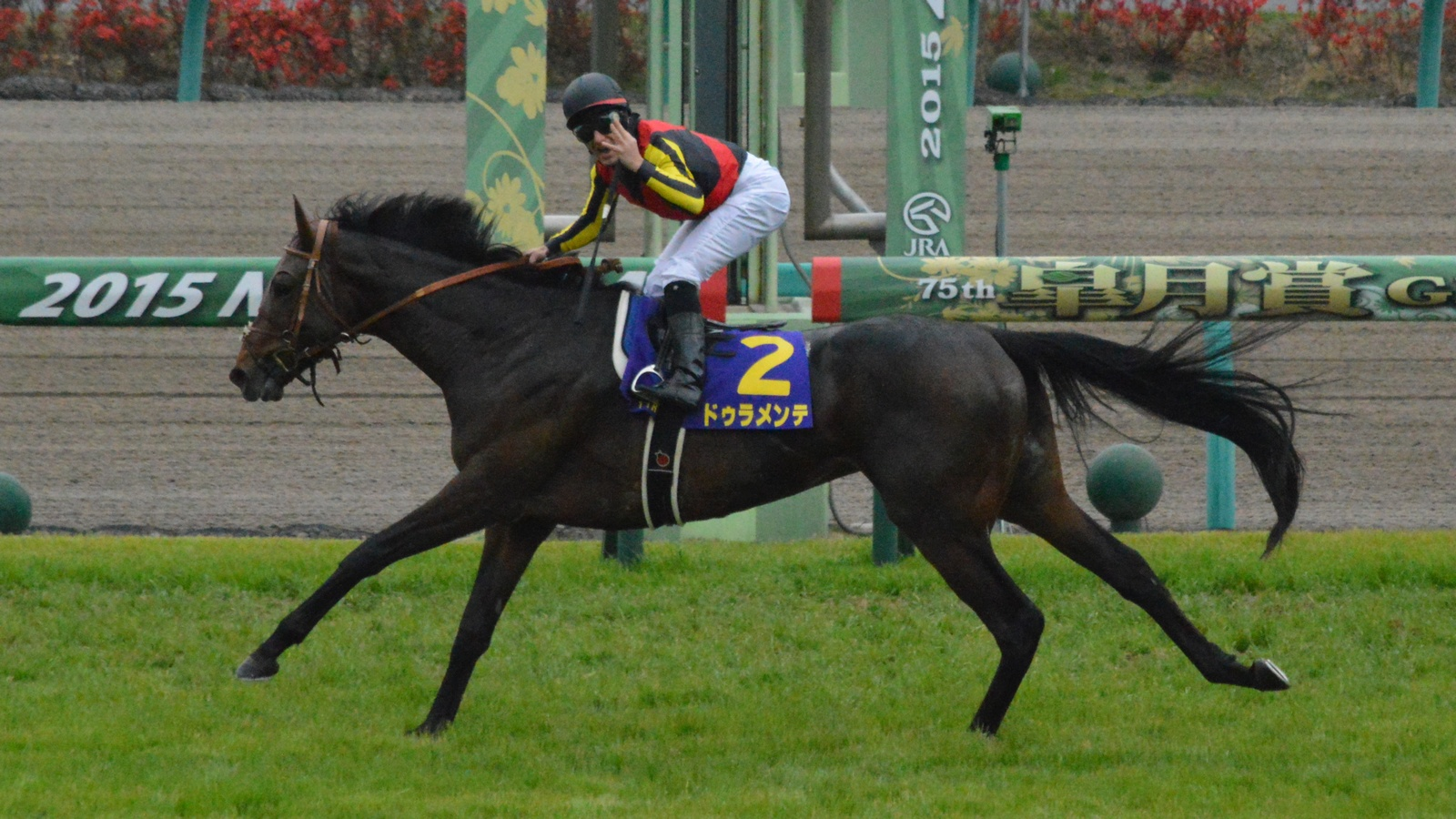
出戰皋月賞的大鳴大放

5月31出戰東京優駿，賽前以1.9倍數獨贏賠率成爲第一人氣。比賽開始後，其處於中團位置展開追走。進入直路後，其開始逐步加速並於上斜前成功取得領先，其後繼續衝刺保持速度，最終以1 3/4馬位拉開後方的里見奔騰取得冠軍，亦以2分23.2秒打破賽事紀錄。憑借此勝利，其成爲了2011年黃金巨匠後第23匹兩冠馬，亦爲繼2009年宇宙無極後首匹勝出打吡的關東馬。

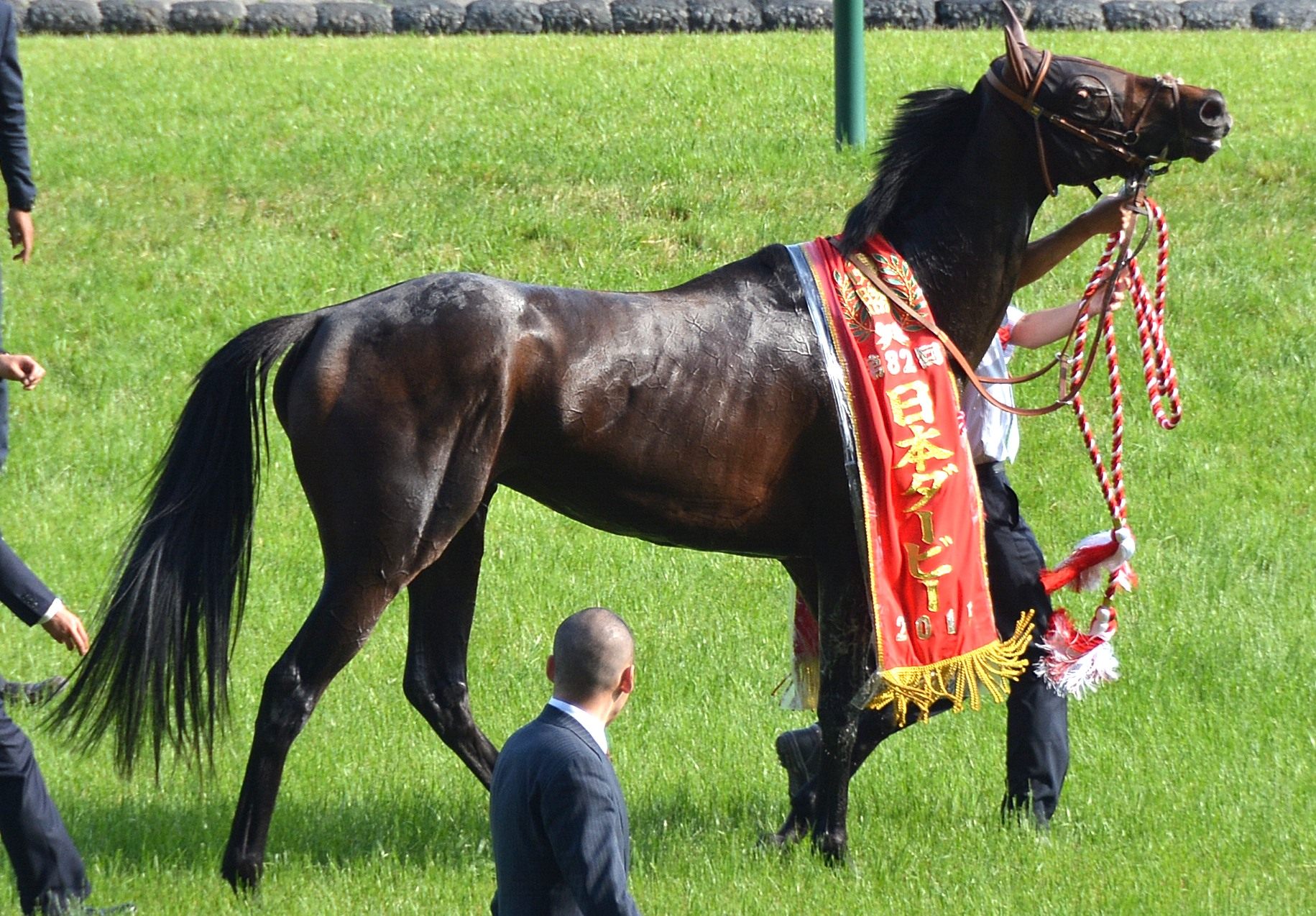
東京優駿頒獎儀式

完成打吡後，陣營本來計劃於秋季安排其出戰菊花賞挑戰三冠或遠征法國出戰凱旋門大賽。然而其於北海道安平町北部牧場早來分場放草時候被發現橈骨骨折，且經過X光檢查後發現體內有兩塊米粒大小的骨片遊走，因而陣營商討後決定爲其進行手術取出骨片。雖然手術成功且不會大程度影響其比賽能力，但由於醫療團隊認爲其需要至少6個月時間恢復，因而避戰所有秋季賽事並進入休養。
年末，由於其於年間奪得經典三冠中的頭兩冠，因而於評選中以近乎全票的285票當選最佳3歲雄馬。

### 4歲
2016年2月28日於中山紀念復出，比賽初段選擇於先頭位置推進，進入直路後隨即加速並以頸位壓過後上的鴻鵠大志取得冠軍。
其後陣營宣佈安排其遠征阿聯酋出戰杜拜司馬經典賽，然而由於賽前右前腳蹄鐵脫落且無法修復，最終受到影響下未能發揮最大實力敗於容後再決得第二。
回國後於6月26日出戰寶塚紀念，以1.9倍獨贏賠率力壓贏得春季天皇賞的北部玄駒獲得第一人氣。比賽開始後，其一如既往地選擇留後，進入直路後開始衝刺爆發末腳，然而仍然未能對前方率先衝出的第八人氣伏兵勝之石造成威脅，最終以頸位遺負。
然而賽後步伐出現異常，即場檢查過後發現其左前腳不良於行，因而陣營隨即宣佈放棄秋季遠征法國的計劃並安排其進入休養。但於6月29日經醫療團隊詳細檢查過後，發現其多條韌帶及肌腱出現不同程度的損傷，最終判定其失去比賽能力下被迫退役。

### 詳細賽績
| 日期       | 舉辦國家 | 馬場 | 距離   | 級別 | 賽事名稱       | 負重 | 騎師   | 馬號 | 出馬 | 名次 | 時間     | 頭馬（二馬）        |
| ---------- | -------- | ---- | ------ | ---- | -------------- | ---- | ------ | ---- | ---- | ---- | -------- | ------------------- |
| 12/10/2014 | 日本     | 東京 | 草1800 |      | 2歲新馬        | 55   | 貝利   | 11   | 11   | 2    | 1:48.9   | Love Your Man       |
| 8/11/2014  | 日本     | 東京 | 草1800 |      | 2歲未勝利      | 55   | 莫雅   | 1    | 14   | 1    | 1:47.5   | （Shonan Harukasu） |
| 1/2/2015   | 日本     | 東京 | 草1800 |      | 非洲堇賞       | 56   | 石橋脩 | 4    | 14   | 1    | 1:46.9   | （Well Bred）       |
| 15/2/2015  | 日本     | 東京 | 草1800 | GIII | 共同通訊盃     | 56   | 石橋脩 | 8    | 12   | 2    | 1:47.2   | 不撓真鋼            |
| 19/4/2015  | 日本     | 中山 | 草2000 | GI   | 皋月賞         | 57   | 杜滿萊 | 2    | 15   | 1    | 1:58.2   | （不撓真鋼）        |
| 31/5/2015  | 日本     | 東京 | 草2400 | GI   | 東京優駿       | 57   | 杜滿萊 | 14   | 18   | 1    | 2:23.2   | （里見奔騰）        |
| 28/2/2016  | 日本     | 中山 | 草1800 | GII  | 中山紀念       | 57   | 杜滿萊 | 9    | 11   | 1    | 1.45.9   | （鴻鵠大志）        |
| 26/3/2016  | 阿聯酋   | 美丹 | 草2410 | GI   | 杜拜司馬經典賽 | 56.5 | 杜滿萊 | 4    | 9    | 2    | 紀錄缺失 | 容後再決            |
| 26/6/2016  | 日本     | 阪神 | 草2200 | GI   | 寶塚紀念       | 58   | 杜滿萊 | 9    | 17   | 2    | 2:12.8   | 勝之石              |

## 退役後
退役後，大鳴大放成爲了配種馬，於北海道安平町社台Stallion Station休養，在2017年進行配種。第一匹馬於2018年1月15日在同町的北部牧場出生。首批子嗣可於2020年出賽，6月7日經已有中央的賽駒在新馬賽中取勝。2021年3月7日，領銜在彌生賞大震撼紀念勝出，成爲首匹勝出分級賽的子嗣。10月24日，領銜於菊花賞勝出，成爲首匹勝出一級賽的大鳴大放子嗣。2023年，自由島更連續勝出櫻花賞、優駿牝馬（日本橡樹大賽）及秋華賞，成爲日本史上第七匹三冠雌馬。
2021年8月31日，其因急性大腸炎於社台Stallion Station死亡，享年9歲。

### 主要子嗣

#### 一級賽優勝子嗣
粗體字為一級賽
2018年生
- 領銜（彌生賞大震撼紀念、菊花賞、兩次日經賞、春季天皇賞、寶塚紀念）
- Icon Tailor（日本育馬場盃雌馬經典賽）

2019年生
- Valle de la Luna（日本育馬場盃雌馬經典賽）
- 星映天下（櫻花賞、優駿牝馬）

2020年生
- 盡得真傳（希望錦標）
- 自由島（阪神兩歲牝馬錦標、櫻花賞、優駿牝馬、秋華賞）
- 鑽彩（NHK一哩賽）
- 堅韌力（菊花賞）
- 賢德之君（絲路錦標、短途馬錦標）

#### 分級賽優勝子嗣
2018年生
- Badenweiler（水星盃、佐賀紀念）
- Fauvisme（兵庫金盃）
- 圓夢（關屋紀念）
- 奮飛達（小倉大賞典）

2019年生
- 活快美韻（阪神牝馬錦標）

2020年生
- 唱名曲（雌馬賽）
- Dura（札幌兩歲錦標、皇后錦標）
- Season Rich（每日盃）

2021年生
- 心傾慕（百花盃）
- 甜蜜時刻（青葉賞）

2022年生
- 耀目帝（ 奧南奴錦標）
- 蒙面舞會（共同通信盃）
- Energico（青葉賞）

## 血統簡介
父系夏威夷王爲日本賽駒，生涯戰績極爲優秀，僅得一戰未能獲勝，曾勝出一級賽NHK一哩賽及東京優駿（日本打吡），爲日本史上首匹贏得變則二冠的賽駒。祖父金滿寶爲美國生產的法國賽駒，曾三勝一級賽，亦爲近代著名種馬之一。
母系Admire Groove爲日本賽駒，生涯戰績優秀，曾連霸一級賽女皇伊利沙伯二世盃。外祖父週日寧靜是美國三冠賽雙冠馬，退役後在日本配種，在日本馬壇相當成功，贏得多項分級賽事，其子嗣贏得巨額獎金。

### 血統表
| 父線：金滿寶系（淘金者系）            |                          |              |                 |
| 種馬 夏威夷王 2001年（棗色）          | 金滿寶 1990年（棗色）    | 淘金者       | Raise a Native  |
| 種馬 夏威夷王 2001年（棗色）          | 金滿寶 1990年（棗色）    | 淘金者       | Gold Digger     |
| 種馬 夏威夷王 2001年（棗色）          | 金滿寶 1990年（棗色）    | Miesque      | 雷利耶夫        |
| 種馬 夏威夷王 2001年（棗色）          | 金滿寶 1990年（棗色）    | Miesque      | Pasadoble       |
| 種馬 夏威夷王 2001年（棗色）          | Manfath 1991年（深棗色） | 最後大官     | Try My Best     |
| 種馬 夏威夷王 2001年（棗色）          | Manfath 1991年（深棗色） | 最後大官     | Mill Princess   |
| 種馬 夏威夷王 2001年（棗色）          | Manfath 1991年（深棗色） | Pilot Bird   | Blakeney        |
| 種馬 夏威夷王 2001年（棗色）          | Manfath 1991年（深棗色） | Pilot Bird   | The Dancer      |
| 繁殖雌馬 Admire Groove 2000年（棗色） | 週日寧靜 1986年（棕色）  | Halo         | Hail to Reason  |
| 繁殖雌馬 Admire Groove 2000年（棗色） | 週日寧靜 1986年（棕色）  | Halo         | Cosmah          |
| 繁殖雌馬 Admire Groove 2000年（棗色） | 週日寧靜 1986年（棕色）  | Wishing Well | Understanding   |
| 繁殖雌馬 Admire Groove 2000年（棗色） | 週日寧靜 1986年（棕色）  | Wishing Well | Mountain Flower |
| 繁殖雌馬 Admire Groove 2000年（棗色） | 氣槽 1993年（棗色）      | 東來兵       | Kampala         |
| 繁殖雌馬 Admire Groove 2000年（棗色） | 氣槽 1993年（棗色）      | 東來兵       | Severn Bridge   |
| 繁殖雌馬 Admire Groove 2000年（棗色） | 氣槽 1993年（棗色）      | Dyna Carle   | 北方風味        |
| 繁殖雌馬 Admire Groove 2000年（棗色） | 氣槽 1993年（棗色）      | Dyna Carle   | Shadai Feather  |
| 雌系：號族：8-f                       |                          |              |                 |
| 五代內近親交配：北地舞人 5×5×5        |                          |              |                 |

## 命名由來
名字Duramente（ドゥラメンテ）是意大利語，常用於音樂中，表示強烈且堅實的聲音，香港取其意思，翻譯為「大鳴大放」。

## 外部連結
- 大鳴大放 netkeiba.com
- 血統表